# Roland Varga (piłkarz)
Roland Varga (ur. 23 stycznia 1990 w Budapeszcie) – węgierski piłkarz występujący na pozycji napastnika w klubie Sepsi Sfântu Gheorghe oraz w reprezentacji Węgier.

## Kariera klubowa
Swoją karierę piłkarską Varga rozpoczął w klubie MTK Budapest FC. W 2008 roku przeszedł do grającej w Serie B Brescii Calcio. Zadebiutował w niej 21 sierpnia 2009 w wygranym 1:0 domowym meczu z AS Cittadella. W Brescii rozegrał 2 mecze, a na początku 2010 został wypożyczony do Újpest FC, w którym zadebiutował 27 lutego 2010 w przegranym 0:3 domowym meczu z Győri ETO FC. Latem 2010 został wypożyczony do grającego w Serie C1 klubu US Foggia.
Latem 2011 Varga wrócił na Węgry i został piłkarzem Győri ETO FC. Swój debiut w nim zanotował 31 marca 2012 w wygranym 2:0 wyjazdowym meczu z Zalaegerszegi TE FC. W sezonie 2012/2013 wywalczył mistrzostwo Węgier, a latem 2013 zdobył Superpuchar Węgier. W sezonie 2013/14 został wicemistrzem kraju. W 2015 przeszedł do Ferencvárosi TC.
| Sezon   | Klub            | Kraj   | Rozgrywki | Mecze | Bramki |
| ------- | --------------- | ------ | --------- | ----- | ------ |
| 2008/09 | Brescia Calcio  | Włochy | Serie B   | 0     | 0      |
| 2009/10 | Brescia Calcio  | Włochy | Serie B   | 2     | 0      |
| 2009/10 | Újpest FC       | Węgry  | NB I      | 12    | 1      |
| 2010/11 | US Foggia       | Włochy | Serie C1  | 20    | 2      |
| 2011/12 | Győri ETO FC    | Węgry  | NB I      | 9     | 3      |
| 2011/12 | Győri ETO FC II | Węgry  | NB II     | 2     | 0      |
| 2012/13 | Győri ETO FC    | Węgry  | NB I      | 27    | 11     |
| 2013/14 | Győri ETO FC    | Węgry  | NB I      | 28    | 4      |
| 2014/15 | Győri ETO FC    | Węgry  | NB I      | 11    | 1      |
| 2014/15 | Ferencvárosi TC | Węgry  | NB I      | 13    | 3      |
| 2015/16 | Ferencvárosi TC | Węgry  | NB I      | 30    | 7      |
| 2016/17 | Ferencvárosi TC | Węgry  | NB I      | 17    | 3      |
| 2017/18 | Ferencvárosi TC | Węgry  | NB I      | 30    | 17     |
| 2018/19 | Ferencvárosi TC | Węgry  | NB I      | 28    | 12     |
| 2019/20 | Ferencvárosi TC | Węgry  | NB I      | 21    | 6      |
| 2020/21 | Ferencvárosi TC | Węgry  | NB I      | 4     | 0      |
| 2020/21 | MTK Budapest FC | Węgry  | NB I      | 17    | 9      |

## Kariera reprezentacyjna
W 2009 roku Varga wraz z reprezentacją Węgier U-20 zajął 3. miejsce na Mistrzostwach Świata U-20. W seniorskiej reprezentacji zadebiutował 22 maja 2014 w zremisowanym 2:2 towarzyskim meczu z Danią, rozegranym w Debreczynie. W 46. minucie zmienił Máté Pátkaia, a w 69. minucie strzelił swojego pierwszego gola w kadrze narodowej. W 2021 roku wystąpił na Mistrzostwach Europy 2020.

## Sukcesy
Węgry U-20
- brązowy medal mistrzostw świata: 2009

Győri ETO FC
- mistrzostwo Węgier: 2012/13
- Superpuchar Węgier: 2013

Ferencvárosi TC
- mistrzostwo Węgier: 2015/16, 2018/19, 2019/20, 2020/21
- Puchar Węgier: 2014/15, 2015/16, 2016/17
- Puchar Ligi: 2014/15
- Superpuchar Węgier: 2015